# Mo’Nique
Monique Imes (ur. 11 grudnia 1967 w Woodlawn w stanie Maryland) – amerykańska aktorka, komiczka i gospodyni talk-show, laureatka Oscara za rolę drugoplanową w filmie Hej, skarbie.

## Życiorys
Urodziła się w Woodlawn w stanie Maryland jako jedna z czwórki dzieci Stevena Imesa Jra, doradcy ds. narkotyków i inżynier Alice Imes. Mo’Nique ma dwóch braci: Stevena i Geralda, oraz siostrę Millicent. Aktorka ukończyła Milford Mill High School w Baltimore County oraz uczęszczała na Morgan State University. Przed rozpoczęciem kariery muzycznej pracowała jako operator seks telefonu, monitorując rozmowy telefoniczne.

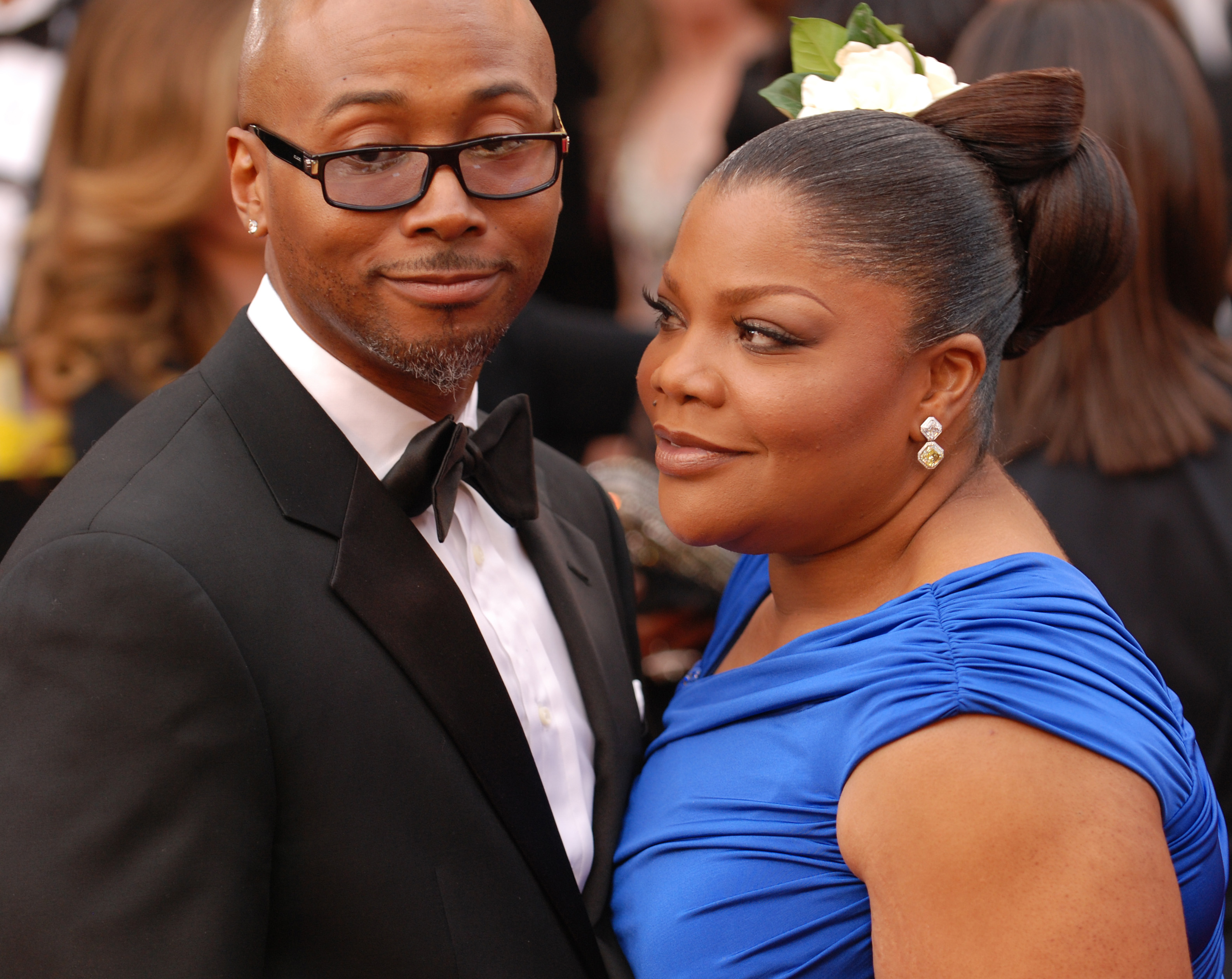
Mo’Nique i jej mąż Sidney Hicks na 82. ceremonii wręczenia Oscarów (2010)

Popularność przyniosła jej rola Nicole „Nikki” Parker w serialu Egzamin z życia (The Parkers, 1999–2004). Znana jest również z filmu Domino (2005).
Od 2003 prowadzi ceremonie rozdania nagród BET Awards. W 2004 podczas ceremonii wykonała taniec do piosenki „Crazy in Love” autorstwa Beyoncé, a w 2007 wykonała jej utwór „Déjà Vu”. Z uwagi na jej poczucie humoru często jest zapraszana do audycji radiowych i talk-show, m.in. The Oprah Winfrey Show i The Ellen DeGeneres Show. 5 października 2009 zaczęła prowadzić własny talk-show The Mo’Nique Show w stacji BET.
Wydała książkę Skinny Women Are Evil i wypuściła kolekcję ubrań Mo’Nique’s Big Beautiful and Loving It. W 2002 wystąpiła w teledysku Busta Rhymes „Pass the Courvoisier”.
Za rolę Mary, despotycznej matki otyłej Claireece – murzyńskiej analfabetki będącej w ciąży z drugim dzieckiem – w niezależnym dramacie społecznym Lee Danielsa Hej, skarbie (2009) otrzymała nagrodę specjalną jury na Sundance Film Festival, Złoty Glob, Satelitę, Independent Spirit Awards oraz nagrodę Gildii Aktorów Filmowych i Oscara dla najlepszej aktorki drugoplanowej.

## Filmografia
Filmy fabularne
- 2000: Do trzech razy sztuka (3 Strikes) jako Dahlia
- 2001: Baby Boy jako Patrice
- 2001: Gra dla dwojga (Two Can Play That Game) jako Diedre
- 2002: Wpół do śmierci (Half Past Dead) jako dziewczyna Twicha
- 2003: Nowi sąsiedzi (Good Fences) jako Ruth Crisp
- 2004: Hair Show jako Peaches
- 2004: Soul Plane: Wysokie loty (Soul Plane) jako Jamiqua
- 2005: Zawód zabójca (Shadowboxer) jako Precious
- 2005: Domino jako Lateesha Rodriguez
- 2006: Święto piwa (Beerfest) jako Cherry
- 2006: Farsa pingwinów (Farce of the Penguins) jako Vicky (głos)
- 2006: Irish Jam jako Pyscho
- 2006: Grubazzzki (Phat Girlz) jako Jazmin Biltmore
- 2008: Witaj w domu panie Jenkins (Welcome Home, Roscoe Jenkins) jako Betty
- 2009: Hej, skarbie (Precious: Based on the Novel „Push” by Sapphire) jako Mary Lee Jones
- 2009: Steppin: The Movie jako Ciocia Carla

Seriale telewizyjne
- 1999–2000: Moesha jako Nikki Parker
- 1999–2004: Egzamin z życia (The Parkers) jako Nicole ‘Nikki’ Parker
- 2001: Kolorowy dom (The Hughleys) jako Nikki Parker
- 2004: The Bernie Mac Show jako Lynette
- 2006: Bez skazy (Nip/Tuck) jako Evetta Washington
- 2007: The Game jako Duża aktorka
- 2007: The Boondocks jako Jamiqua
- 2007: Brzydula Betty (Ugly Betty) jako L’Amanda

## Nagrody
- Nagroda Akademii Filmowej Najlepsza aktorka drugoplanowa: 2010 Hej, skarbie
- Złoty Glob Najlepsza aktorka drugoplanowa: 2010 Hej, skarbie
- Nagroda BAFTA Najlepsza aktorka drugoplanowa: 2010 Hej, skarbie
- Nagroda Gildii Aktorów Ekranowych Najlepsza aktorka drugoplanowa: 2010 Hej, skarbie